# Periplaneta savignyi
Periplaneta savignyi es una especie de cucaracha, un insecto blatodeo de la familia Blattidae.

## Taxonomía
Fue descrito por primera vez en 1890 por Krauss. 